# سيلز اند كروفتس
سيلز أند كروفتس (بالإنجليزية: Seals and Crofts) ثنائي غناء وعزف أمريكي، يقدم موسيقى الروك الناعم soft rock. يتكون الثنائي من:
جيمس يوجين «جيم» سيلز (من مواليد 17 أكتوبر 1941)
داريل جورج «داش» كروفتس (من مواليد 14 أغسطس 1938)
اشتهر الثنائي بأغانيه التي حصلت على المركز المتقدمة على القوائم الأمريكية:
نسيم الصيف (1972) Summer Breeze
دايموند جيرل (1973) Diamond Girl
اقترب أكثر (1976) Get Closer
كان كلا العضوين منذ فترة طويلة من المدافعين العامين عن الدين البهائي Baháʼí Faith. على الرغم من تفكك الثنائي في عام 1980، إلا أنهما التقيا لفترة وجيزة في 1991-1992، ومرة أخرى في عام 2004.

## وصلات خارجية
- Official website
- Seals and Crofts: Pop Troubadours site